# 휴양지

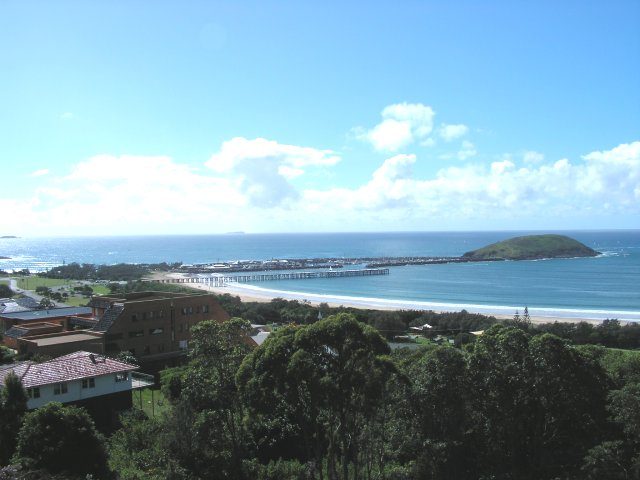
코프스하버

휴양지(休養地, resort)는 편안히 쉬며 지내는 장소를 뜻한다.

## 휴양지의 예
- 아르헨티나
  - 마르델플라타
- 오스트레일리아
  - 골드코스트
  - 해밀턴섬
  - 선샤인코스트
- 오스트리아
  - 키츠뷔엘
- 방글라데시
  - 콕스바자르
- 브라질
  - 발네아리오 캄보류
  - 파우마스 (토칸칭스주)[1]
- 불가리아
  - 슬런체프브랴크
  - 켈로나
  - 나이아가라폴스
  - 휘슬러
  - 밴프
  - 재스퍼
- 중국
  - 마카오
- 쿠바
  - 바라데로
- 도미니카 공화국
  - 푼타카나
- 이집트
  - 샤름엘셰이크
- 에스토니아
  - 합살루
  - 쿠레사레
  - 패르누
- 핀란드
  - 항코
  - 키틸래
- 프랑스
  - 도빌
  - 칸 (도시)[2]
  - 니스
- 독일
  - 바덴바덴
  - 가르미슈파르텐키르헨
  - 바르네뮌데 (Rostock의 일부)
- 그리스
  - 케르키라섬
  - 나프파크토스
  - 필로스
  - 산토리니섬
- 인도
  - 아그라
  - 암리차르
  - 안다만 니코바르 제도
  - 고아주
  - 자이푸르
  - 실리구리
  - 우다이푸르
- 인도네시아
  - 발리주
  - 싱카왕
- 아일랜드
  - 브레이
- 이스라엘
  - 에일라트[3]
- 이탈리아
  - 포르토피노
  - 리미니
- 라트비아
  - 유르말라[4]
- 리투아니아
  - 비르슈토나스
  - 드루스키닝카이
  - 팔랑가[5]
- 몰타
  - 슬리마[6]
- 멕시코
  - 아카풀코
  - 캉쿤[7]
  - 마사틀란
  - 푸에르토바야르타
  - 플라야델카르멘
  - 카보산루카스
- 모로코
  - 이프란
- 뉴질랜드
  - 퀸스타운[8]
  - 와나카
- 네팔
  - 포카라
- 조선민주주의인민공화국
  - 원산시[9][10]
- 필리핀
  - 바기오
  - 라푸라푸 시, 세부주
  - 말라이
  - 엘니도
- 폴란드
  - Krynica Górska
  - 미엥지즈드로예
  - 소포트
  - 자코파네
- 포르투갈
  - 이스토릴
  - 파루[11]
  - 피게이라다포스
  - 라구스
- 푸에르토리코
  - 폰세
- 러시아
  - 소치[12]
  - 아나파
  - 세바스토폴
- 슬로바키아
  - 피에슈탸니
  - 슈트르프스케플레소호
- 대한민국
  - 제주
- 스페인
  - 바르셀로나
  - 베니도름
  - 이비사섬
  - 마르베야
  - 산세바스티안
  - 카나리제도
    - 테네리페섬
    - 그란카나리아섬
    - 라스팔마스[13]
- 스위스
  - 장크트모리츠
- 터키
  - 안탈리아
  - 보드룸
  - 마르마리스
  - 쿠샤다스
- 우크라이나
  - 알룹카
  - 페오도시야
  - 얄타
- 영국
  - 에어 (스코틀랜드)
  - 블랙풀[14]
  - 본머스[15]
  - 네언
  - 로스시
  - 토키 (데번주)
  - 브라이턴
  - 웨스턴슈퍼메어[16]
- 미국
  - 애스펀[17]
  - 애슈빌
  - 애틀랜틱시티
  - 빌럭시
  - 브랜슨 (미주리주)
  - 코드곶
  - 칼즈배드 (캘리포니아주)
  - 데이토나비치
  - 파이어아일랜드
  - 허시 (펜실베이니아주)
  - 핫스프링스 (아칸소주)
  - 잭슨 (와이오밍주)
  - 키웨스트
  - 러구나비치
  - 라스베이거스
  - 롱비치 (캘리포니아주)
  - 마이애미비치
  - 뉴포트 (로드아일랜드주)
  - 나이아가라폴스 (뉴욕주)
  - 오션시티 (메릴랜드주)
  - 올랜도
  - 팜비치
  - 팜스프링스
  - 패너마시티비치
  - 파크시티 (유타주)
  - 샌타크루즈
  - 샌타모니카
  - 세인트조지 (유타주)
  - 스코츠데일 (애리조나주)
  - 트래버스시티
  - 베일 (콜로라도주)
  - 버지니아비치
- 우루과이
  - 푼타델에스테
- 베트남
  - 냐짱[18]

## 같이 보기
- 관광지